# Роидис, Эммануил
Эммануил Роидис (греч. Ἐμμανουὴλ Ροΐδης; 28 июня 1836 — 7 января 1904) — греческий писатель и журналист. Он считается одним из самых прославленных и остроумных греческих писателей нового времени. Был отлучён от Элладской православной церкви.

## Биография
Родился в Эрмуполисе, главном городе острова Сироса, в семье богатых аристократов с Хиоса, бежавших с острова после резни населения, устроенной османами в 1822 году Он провел большую часть своей юности за рубежом.
Роидис был эрудированным и в юности освоил не только языки континентальной Европы, но также древнегреческий и латынь. Отрочество он провёл в Генуе, где пережил революцию 1848 года.
Он изучал историю, литературу и философию в Берлине, а затем в Яссах (Румыния), куда его отец перенёс центр своей торговой деятельности.
Послушный родительскому желанию, переехал в Афины, где издал перевод Шатобрианова Путешествия из Парижа в Иерусалим и из Иерусалима в Париж. В 1860 году, после недолгого пребывания в Египте, он решил окончательно обосноваться в Афинах.
Позднее он обнищал, особенно после разорения семейного предприятия и последующего самоубийства любимого брата Николая. В последние годы жизни он перебивался, работая куратором в Национальной библиотеке Греции, однако даже с этой должности его уволили в 1902 году после того, как он встрял в политическую распрю с правительством.
Всю жизнь Роидис страдал от расстройства слуха, от которого в конце концов почти оглох.
Его выпущенный в 1866 году роман «Папесса Иоанна» наделал шуму и привёл пек отлучению Роидиса от церкви.
Роидис много переводил. Первым перевёл произведения Эдгара Алана По на греческий. Много печатался в газетах и журналах. С 1875 по 1886 почти беспрерывно издавал свою собственную сатирическую еженедельную газету «Асмодей».

### Романы
1. «Папесса Иоанна» / греч. Πάπισσα Ιωάννα (1866)